# كأس السوبر الأوروبي
كأس السوبر الأوروبي (بالإنجليزية: UEFA Super Cup) هي مباراة كرة قدم سنوية يُنظمها الاتحاد الأوروبي لكرة القدم (UEFA) ويتنافس فيها الفرق الفائزة في اثنتين من أبرز بطولات الأندية الأوروبية: دوري أبطال أوروبا والدوري الأوروبي. كان الاسم الرسمي للمسابقة في البداية "المسابقة الكبرى" (بالإنجليزية: Super Competition)، ثم تغير لاحقًا إلى "كأس السوبر الأوروبي" (بالإنجليزية: European Super Cup) في عام 1995، تمت إعادة تسميته إلى كأس السوبر الأوروبي (بالإنجليزية: UEFA Super Cup) تماشيًا مع سياسة إعادة التسمية التي اتبعها الاتحاد الأوروبي لكرة القدم.
في بداية البطولة كانت المباراة تجمع بين بطلي دوري أبطال أوروبا وكأس أوروبا للأندية أبطال الكؤوس. واستمرت كذلك حتى العام 1999، عندما دمجت بطولة كأس الأندية أبطال الكؤوس مع كأس الاتحاد الأوروبي، وتصبح بعدها البطولة تقام بين بطلي دوري أبطال أوروبا وكأس الاتحاد الأوروبي. واستمر اسم بطولة كأس الاتحاد الأوروبي على هذا النحو حتى عام 2009، عندما تغير اسم بطولة كأس الاتحاد الأوروبي إلى الدوري الأوروبي.
حامل اللقب الحالي هو باريس سان جيرمان الفرنسي بعدما تغلب على توتنهام هوتسبير الإنجليزي بركلات الترجيح 4–3 (بعد نهاية اللقاء بالتعادل 2–2) في نسخة 2025. وأكثر نادٍ تتويجا باللقب هو ريال مدريد بستة مرات.

## التاريخ

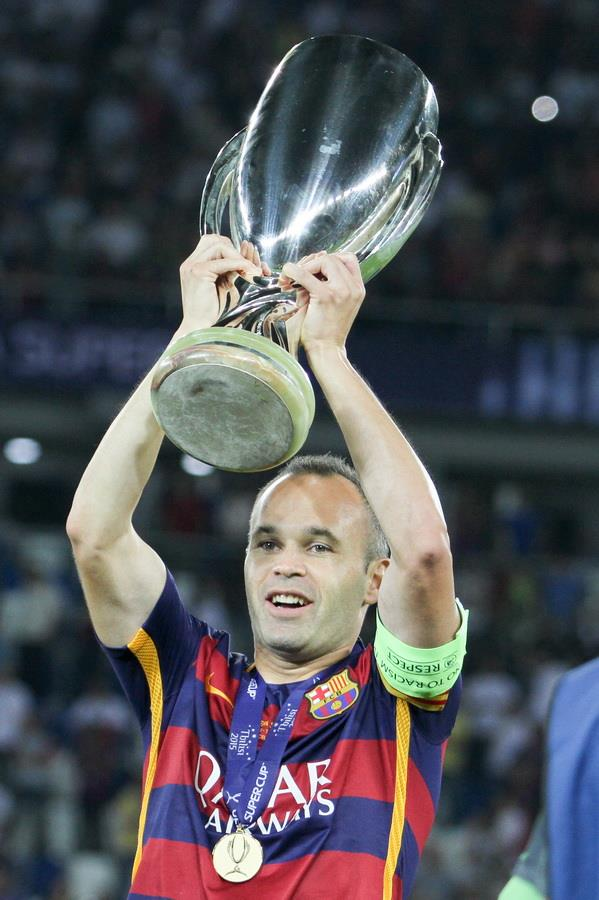
قائد برشلونة أندريس إنييستا يرفع كأس بطولة السوبر الأوروبي 2015

أُنشئ كأس السوبر الأوروبي في عام 1971 بواسطة أنطوان ويتكامب، وهو مراسل ومحرر رياضي في صحيفة صحيفة التلغراف الهولندية. جاءت الفكرة له في وقت كانت فيه كرة القدم الهولندية معروفة باسم الكرة الشاملة وفي أوج مجدها في أوروبا، وكانت الأندية الهولندية تعيش عصرها الذهبي (خاصةً نادي أياكس). كان ويتكامب يبحث عن شيء جديد ليحدد بشكل قاطع من هو الفريق الأفضل في أوروبا وأيضًا لاختبار فريق أياكس بقيادة يوهان كرويف.
ثم اقترح أن يواجه الفائز بكأس أوروبا الفائز بكأس الكؤوس الأوروبية. جُهز كل شيء لإنشاء بطولة جديدة. ومع ذلك، عندما حاول ويتكامب الحصول على تأييد رسمي للبطولة رفض رئيس الاتحاد الأوروبي لكرة القدم آنذاك الفكرة.
يعتبر نهائي عام 1972 بين أياكس ورينجرز الإسكتلندي غير رسمي من قبل الاتحاد الأوروبي لكرة القدم، حيث تم حظر رينجرز من المنافسة الأوروبية بسبب سلوك مشجعيه خلال نهائي كأس الكؤوس الأوروبية 1972. نتيجة لذلك، رفض الاتحاد الأوروبي لكرة القدم تأييد المسابقة حتى الموسم التالي. لُعب النهائي على مباراتين وبدعم مالي من صحيفة التلغراف. فاز أياكس على رينجرز 6–3 في مجموع المباراتين محققًا كأس السوبر الأوروبية (وإن كانت غير رسمية).
كان نهائي عام 1973، الذي فاز فيه أياكس على ميلان 6–1 في مجموع المباراتين، أول كأس سوبر معترف بها رسميًا وبدعم من الويفا.
على الرغم من أن نظام لعب البطولة على مباراتين استمر حتى عام 1997، إلا أن كأس السوبر قد تقرر لعبه من مباراة واحدة بسبب مشاكل في الجدول الزمني أو المشاكل السياسية في الأعوام 1984 و1986 و1991. في الأعوام 1974 و1981 و1985، لم يتم إقامة كأس السوبر؛ لم تُلعب نسخة 1974 لأن بايرن ميونخ وماغديبورغ لم يجدا تاريخًا مناسبًا للطرفين للعب المباراة، لم يتم لعب نسخة 1981 لعدم استطاعة ليفربول تحديد موعد لمقابلة دينامو تبليسي بسبب ازدحام جدول المباريات، بينما أُلغيت نسخة 1985 بسبب حظر مشاركة الأندية الإنجليزية؛ فمُنع إيفرتون من اللعب أمام يوفنتوس.
في موسم 1992–1993، تم تغيير اسم كأس أوروبا إلى دوري أبطال أوروبا ليواجه الفائز في هذه المسابقة الفائز من كأس الكؤوس في كأس السوبر الأوروبي. في موسم 1994–1995، تم تغيير اسم كأس الكؤوس الأوروبية للأبطال إلى كأس الكؤوس الأوروبية. في الموسم التالي، أعيد تسمية كأس السوبر إلى كأس السوبر الأوروبي.
بعد موسم 1998–1999، تم إيقاف كأس الكؤوس للأبطال من قبل الويفا. كانت بطولة كأس السوبر الأوروبي 1999 هي أخر مسابقة يشارك فيها الفائز من كأس الكؤوس. فاز لاتسيو، بطل كأس الكؤوس الأوروبية 1998–99، بهدف لصفر 1–0 على مانشستر يونايتد الفائز بدوري أبطال أوروبا 1998–99.

منذ ذلك الحين، بدأ التنافس على كأس السوبر الأوروبي بين الفائز بدوري أبطال أوروبا والفائز بكأس الاتحاد الأوروبي. كأس السوبر لعام 2000 كانت الأولى التي يكون أحد أطرافها الفائز بكأس الاتحاد الأوروبي، والتي حققها غلطة سراي بطل كأس الاتحاد الأوروبي 1998–2000، بعد فوزه 2–1 على ريال مدريد بطل دوري أبطال أوروبا 1999–2000.

الشعار المُستخدم من 2006 إلى 2012

في موسم 2009–10، غُير اسم كأس الاتحاد الأوروبي إلى الدوري الأوروبي مع استمرار الفائز في هذه المسابقة في مواجهة الحائز على دوري أبطال أوروبا في كأس السوبر الأوروبي.
تشيلسي هو أول نادي يشارك في كأس السوبر بصفته حائزًا على جميع البطولات الثلاثة للأندية المقامة من الاتحاد الأوروبي لكرة القدم، بعد مشاركته كحامل لقب بطولة كأس الكؤوس (1998)، ودوري أبطال أوروبا (2012)، والدوري الأوروبي (2013). شاركه مانشستر يونايتد هذا الإنجاز في عام 2017 بعد فوزه بالدوري الأوروبي، بعد أن تأهل كحامل لقب كأس الكؤوس عام 1991.
بعد 15 مباراة متتالية من كأس السوبر على ملعب لويس الثاني في موناكو بين عامي 1998–2012، يتم لعب كأس السوبر الآن على ملاعب مختلفة (على غرار نهائيات دوري الأبطال والدوري الأوروبي). بدأت مع نسخة 2013، والتي لعبت على ملعب إيدن أرينا في براغ، التشيك.
مُنذ عام 2014، نُقلت مواعيد كأس السوبر الأوروبي من الجمعة في أواخر أغسطس، إلى الثلاثاء في منتصف أغسطس، بعد إزالة مباريات أغسطس الدولية الودية من تقويم الفيفا الجديد.
في عام 2020، كان من المقرر أن يُقام نهائي كأس السوبر في ملعب التنين في بورتو بالبرتغال في 12 أغسطس 2020. ولكن، بعد أن تسببت جائحة فيروس كورونا في أوروبا في تأجيل نهائيات الأندية للموسم السابق، قررت اللجنة التنفيذية للاتحاد الأوروبي لكرة القدم منح نهائي السنة الماضية لدوري أبطال أوروبا إلى البرتغال، وأجلت نهائي السوبر إلى 24 سبتمبر 2020 ونقلت الملعب إلى بوشكاش أرينا في بودابست.
بعد اجتماعات ونقاشات مع الاتحادات الـ 55 الأعضاء في 19 أغسطس 2020، قررت اللجنة التنفيذية للاتحاد الأوروبي لكرة القدم في 25 أغسطس 2020 استخدام نهائي بودابست كمباراة تجريبية يمكن من خلالها السماح لعدد محدود من المشجعين، يصل إلى 30% من سعة الملعب. وأصبحت هذه المباراة أول مباراة رسمية تابعة للاتحاد الأوروبي لكرة القدم تُقام بحضور جماهيري مُنذ استئناف المسابقات في أغسطس 2020.

## الملاعب
لعبت المسابقة في الأصل على ذهاب وإياب، واحدة في استاد كل نادي مشارك، إلا في ظروف استثنائية؛ على سبيل المثال في عام 1991 عندما لم يُسمح للنجم الأحمر بلغراد بلعب مباراة الإياب في ملعبه في يوغوسلافيا بسبب الحرب التي اندلعت في ذلك الوقت، فبدلاً من ذلك، كانت مباراة الذهاب في أرض مانشستر يونايتد هي التي قد لعبت فقط.
منذ عام 1998، لعبت كأس السوبر في مباراة واحدة في مكان محايد. بين عامي 1998 و2012، لعبت كأس السوبر في ملعب لويس الثاني في موناكو. منذ عام 2013 اُستخدمت ملاعب مختلفة.

### قائمة الملاعب منذ عام 1998
- 1998–2012: ملعب لويس الثاني، موناكو
- 2013: إيدن أرينا، براغ، جمهورية التشيك[14]
- 2014: ملعب كارديف سيتي، كارديف، ويلز[15]
- 2015: بوريس بايتشادزه دينامو أرينا، تبليسي، جورجيا[15][16]
- 2016: ملعب لاركندال، تروندهايم، النرويج[17]
- 2017: فيليب الثاني أرينا، إسكوبية، مقدونيا الشمالية[18]
- 2018: أ. لي كوك أرينا، تالين، إستونيا[19]
- 2019: فودافون بارك، إسطنبول، تركيا
- 2020: بوشكاش أرينا، بودابست، المجر (في الأصل كان: ملعب التنين، بورتو، البرتغال)[20]
- 2021: ويندسور بارك، بلفاست، أيرلندا الشمالية.[21]
- 2022: ملعب هلسنكي الأولمبي، هلسنكي، فنلندا[22]
- 2023: كازان أرينا، قازان، روسيا[22]
- 2024: ملعب وارسو الوطني، وارسو، بولندا[23]

## الجوائز

### الكأس

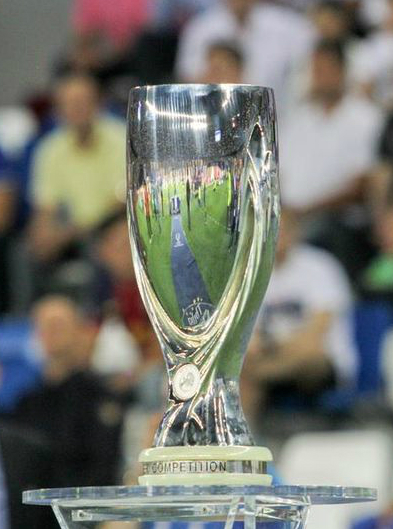
كأس السوبر الأوروبي عام 2015

يتم الاحتفاظ بالكأس الأصلية لكأس السوبر الأوروبي بشكل دائم من قِبَل الاتحاد الأوروبي لكرة القدم ولا يتم منحها للبطل. يحصل البطل على نسخة طبق الأصل من الكأس للاحتفاظ بها. كما يتم تقديم أربعين ميدالية ذهبية للبطل وأربعين ميدالية فضية للوصيف.
لقد شهد كأس السوبر الأوروبي للعديد من التغييرات على مر تاريخه. قُدم الكأس الأول لنادي أياكس في عام 1973. في عام 1977، اُستبدل الكأس الأصلي بلوحة تحتوي على شعار الاتحاد الأوروبي لكرة القدم مطلي بالذهب. في عام 1987، كان الكأس التالي هو الأصغر والأخف وزناً بين جميع كؤوس الأندية الأوروبية، حيثُ كان وزنه 5 كجم وارتفاعه 42.5 سم. على سبيل المقارنة، يبلغ وزن كأس دوري أبطال أوروبا 8 كجم، في حين أن وزن كأس الدوري الأوروبي 15 كجم. صُمم الكأس الجديد وتصنيعه في ورشة بيرتوني في ميلانو. في عام 2006، قُدم شكل جديد للكأس، وكان أكبر مقارنة بالكأس السابق، حيثُ زاد وزنه ليصل إلى 12.2 كجم وارتفاعه إلى 58 سم، مما يجعله أكبر وأثقل من النسخة السابقة.
حتى عام 2008، كان يُمنح الفريق الذي يفوز بالبطولة ثلاث مرات متتالية أو خمس مرات إجمالاً نسخة أصلية من الكأس. مُنذ ذلك الحين، غير الاتحاد الأوروبي لكرة القدم سياساته وأصبح يحتفظ بالكأس الأصلي له. وقد حصلت أندية إيه سي ميلان، برشلونة وريال مدريد على هذا الشرف بعد فوز كل منهم بالبطولة خمس مرات. ومع ذلك، فإن فريق إيه سي ميلان هو الفريق الوحيد الذي حصل على الكأس الرسمية بشكل دائم في عام 2007. أما برشلونة وريال مدريد، فقد فازا باللقب الخامس في عامي 2015 و2022 على التوالي، عندما لم يكن هذا النظام سارياً بعد الآن.

### الجائزة المالية
مُنذ عام 2020، تبلغ قيمة الجوائز المالية التي تُدفع للأندية كما يلي:
- الوصيف: 3,800,000 يورو
- البطل: 5,000,000 يورو

## القوانين
يتم التنافس على كأس السوبر الأوروبي في مباراة واحدة تُقام على ملعب محايد. تتكون المباراة من شوطين مدة كل منهما 45 دقيقة. إذا كانت النتيجة متعادلة بعد مرور 90 دقيقة، تنتقل المباراة مباشرةً إلى ركلات الترجيح لتحديد الفائز. قبل نسخة 2023، كان يتم لعب شوطين إضافيين مدة كل منهما 15 دقيقة، يُعرفان بالوقت الإضافي، قبل اللجوء إلى ركلات الترجيح في حال استمرار التعادل.
كل فريق يُسمح له باستدعاء 23 لاعبًا، 11 منهم يبدأون المباراة. من بين الـ12 لاعبًا المتبقين، يمكن استبدال 5 لاعبين كحد أقصى خلال المباراة. يمكن لكل فريق ارتداء الطقم الأساسي الخاص به، وإذا كان هناك تشابه في الألوان، يجب على الفريق الفائز بالدوري الأوروبي في العام السابق ارتداء لون بديل. إذا رفض نادٍ اللعب أو كان غير مؤهل للعب، يتم استبداله بالفريق الذي حل في المركز الثاني في المسابقة التي تأهل من خلالها. إذا كان الملعب غير صالح للعب بسبب سوء الأحوال الجوية، تُلعب المباراة في اليوم التالي.

## الرعاة
رعاة كأس السوبر الأوروبي هم نفس الرعاة لدوري أبطال أوروبا. الرعاة الرئيسيون الحاليون للبطولة هم (اعتبارًا من موسم 2023–24):
- فيديكس
- الخطوط الجوية التركية
- أوبو
- هاينكن الدولية
- جست إيت تيك أواي[الإنجليزية]
- ماستركارد
- بيبسيكو
  - ليز
- سوني
  - بلاي ستيشن 5

يعتبر أديداس راعيًا ثانويًا ويوفر الكرة الرسمية للمباريات، بينما تزود شركة ماكرون أطقم الحكام.
يُسمح لأي نادي ارتداء قمصان تحتوي على إعلانات، حتى لو تعارضت تلك الإعلانات مع رعاة كأس السوبر. يُسمح فقط برعايتين لكل قميص، بالإضافة إلى شعار الشركة على الصدر والكم الأيسر. تُستثنى المنظمات غير الربحية من ذلك، ويمكن أن تظهر على مقدمة القميص إلى جانب الراعي الرئيسي أو على الظهر أسفل رقم الفريق أو بين اسم اللاعب والرقبة.

## التذاكر
60% من سعة الملعب مخصصة للأندية الزائرة. أما المقاعد المتبقية فتُباع من قبل الاتحاد الأوروبي لكرة القدم من خلال مزاد عبر الإنترنت. هناك عدد غير محدود من طلبات الحصول على التذاكر المقدمة، ويتم خصم رسوم إدارية بقيمة 5 يورو من كل متقدم. لا يوجد حد لعدد الطلبات التي يمكن أن يقدمها كل فرد.

## السجلات والإحصاءات

### حسب النادي
| النادي              | البطل | الوصيف | سنوات الفوز                        | سنوات الوصافة                      |
| ------------------- | ----- | ------ | ---------------------------------- | ---------------------------------- |
| ريال مدريد          | 6     | 3      | 2002، 2014، 2016، 2017، 2022، 2024 | 1998، 2000، 2018                   |
| برشلونة             | 5     | 4      | 1992، 1997، 2009، 2011، 2015       | 1979، 1982، 1989، 2006             |
| ميلان               | 5     | 2      | 1989، 1990، 1994، 2003، 2007       | 1973، 1993                         |
| ليفربول             | 4     | 2      | 1977، 2001، 2005، 2019             | 1978، 1984                         |
| أتلتيكو مدريد       | 3     | 0      | 2010، 2012، 2018                   | –                                  |
| تشيلسي              | 2     | 3      | 1998، 2021                         | 2012، 2013، 2019                   |
| بايرن ميونخ         | 2     | 3      | 2013، 2020                         | 1975، 1976، 2001                   |
| أياكس               | 2     | 1      | 1973، 1995                         | 1987                               |
| أندرلخت             | 2     | 0      | 1976، 1978                         | –                                  |
| فالنسيا             | 2     | 0      | 1980، 2004                         | –                                  |
| يوفنتوس             | 2     | 0      | 1984، 1996                         | –                                  |
| إشبيلية             | 1     | 6      | 2006                               | 2007، 2014، 2015، 2016، 2020، 2023 |
| بورتو               | 1     | 3      | 1987                               | 2003، 2004، 2011                   |
| مانشستر يونايتد     | 1     | 3      | 1991                               | 1999، 2008، 2017                   |
| دينامو كييف         | 1     | 1      | 1975                               | 1986                               |
| نوتينغهام فورست     | 1     | 1      | 1979                               | 1980                               |
| باريس سان جيرمان    | 1     | 1      | 2025                               | 1996                               |
| أستون فيلا          | 1     | 0      | 1982                               | –                                  |
| أبردين              | 1     | 0      | 1983                               | –                                  |
| ستيوا بوخارست       | 1     | 0      | 1986                               | –                                  |
| كيه في ميخيلين      | 1     | 0      | 1988                               | –                                  |
| بارما               | 1     | 0      | 1993                               | –                                  |
| لاتسيو              | 1     | 0      | 1999                               | –                                  |
| غلطة سراي           | 1     | 0      | 2000                               | –                                  |
| زينيت سانت بطرسبرغ  | 1     | 0      | 2008                               | –                                  |
| مانشستر سيتي        | 1     | 0      | 2023                               | —                                  |
| هامبورغ             | 0     | 2      | –                                  | 1977، 1983                         |
| آيندهوفن            | 0     | 1      | –                                  | 1988                               |
| سامبدوريا           | 0     | 1      | –                                  | 1990                               |
| النجم الأحمر بلغراد | 0     | 1      | –                                  | 1991                               |
| فيردر بريمن         | 0     | 1      | –                                  | 1992                               |
| أرسنال              | 0     | 1      | –                                  | 1994                               |
| ريال سرقسطة         | 0     | 1      | –                                  | 1995                               |
| بوروسيا دورتموند    | 0     | 1      | –                                  | 1997                               |
| فاينورد             | 0     | 1      | –                                  | 2002                               |
| سيسكا موسكو         | 0     | 1      | –                                  | 2005                               |
| شاختار دونيتسك      | 0     | 1      | –                                  | 2009                               |
| إنتر ميلان          | 0     | 1      | –                                  | 2010                               |
| فياريال             | 0     | 1      | –                                  | 2021                               |
| آينتراخت فرانكفورت  | 0     | 1      | –                                  | 2022                               |
| أتالانتا            | 0     | 1      | –                                  | 2024                               |
| توتنهام هوتسبير     | 0     | 1      | –                                  | 2025                               |

### حسب البلد
| البلد               | البطل | الوصيف | المجموع |
| ------------------- | ----- | ------ | ------- |
| إسبانيا             | 17    | 15     | 32      |
| إنجلترا             | 10    | 11     | 21      |
| إيطاليا             | 9     | 5      | 14      |
| بلجيكا              | 3     | 0      | 3       |
| ألمانيا[C]          | 2     | 8      | 10      |
| هولندا[B]           | 2     | 3      | 5       |
| البرتغال            | 1     | 3      | 4       |
| فرنسا               | 1     | 1      | 2       |
| روسيا               | 1     | 1      | 2       |
| الاتحاد السوفيتي[D] | 1     | 1      | 2       |
| رومانيا             | 1     | 0      | 1       |
| إسكتلندا[B]         | 1     | 0      | 1       |
| تركيا               | 1     | 0      | 1       |
| أوكرانيا            | 0     | 1      | 1       |
| يوغوسلافيا          | 0     | 1      | 1       |
| المجموع             | 50    | 50     | 100     |

ملاحظات
- A. ^  البطولة لم تُلعب في الأعوام 1974، و1981، و1985.[3][5]
- B. ^  تُستبعد البطولة الأولى التي أقيمت في عام 1972، لأن الويفا لم ينظمها أو يعترف بها كبطولة رسمية.[3]
- C. ^  تشمل أندية ألمانيا الغربية. لم تشارك أي من أندية ألمانيا الشرقية في النهائي.
- D. ^  كلا النهائيات السوفيتية كانت من قبل نادي من جمهورية أوكرانيا الاشتراكية السوفيتية

## السجلات الفردية
- أكثر من فاز حسب اللاعب: داني كارفاخال ولوكا مودريتش (5 ألقاب)[31][32]
- أكثر من لعب حسب اللاعب: روبرتو دونادوني وألساندرو كوستاكورتا (8 مباريات لكلاً منهما)[33]
- أكثر من فاز مع أندية مختلفة حسب اللاعب: ماتيو كوفاتشيتش (ثلاثة أندية)، مع ريال مدريد (2016، 2017)، تشيلسي (2021) ومانشستر سيتي (2023)[34][35]
- أكثر من فاز حسب المدرب: كارلو أنشيلوتي (5 ألقاب)[31][36]
- أكثر مدرب شارك حسب النسخ: كارلو أنشيلوتي (5 نسخ)[37][38]
- الهدافين التاريخيين: أري هان، أوليغ بلوخين، ديفيد فيركلوف، غيرد مولر، روب رينسينبرينك، فرانسوا فان در إلست، تيري مكديرموت، راداميل فالكاو وليونيل ميسي (3 أهداف لكلٍ منهم)[39][40]
- أكثر من فاز مع أندية مختلفة حسب المدرب: بيب غوارديولا (ثلاثة أندية)، مع برشلونة (2009، 2011)، بايرن ميونخ (2013) ومانشستر سيتي (2023)[41][42]
- أسرع هدف حسب اللاعب: الدقيقة الأولى (49 ثانية)، دييغو كوستا، ضد ريال مدريد في 15 أغسطس 2018[43]
- اللاعب الوحيد الذي تم اختياره رجل المباراة أكثر من مرة: ليونيل ميسي (2009، 2015)[44][45]

### الهاتريك
- اللاعب الوحيد الذي سجل هاتريك في مباراة نهائية ذهاب وإياب: تيري مكديرموت، ضد هامبورغ في 6 ديسمبر 1977[46]
- اللاعب الوحيد الذي سجل هاتريك في مباراة نهائية واحدة: راداميل فالكاو، ضد تشيلسي في 31 أغسطس 2012[47]

## وصلات خارجية
- كأس السوبر الأوروبي في موقع اليويفا
- إحصائيات البطولة